# Cirrochroa valesinoides
Cirrochroa valesinoides är en fjärilsart som beskrevs av Walter Karl Johann Roepke 1938. Cirrochroa valesinoides ingår i släktet Cirrochroa och familjen praktfjärilar. Inga underarter finns listade i Catalogue of Life.